# Lillängen

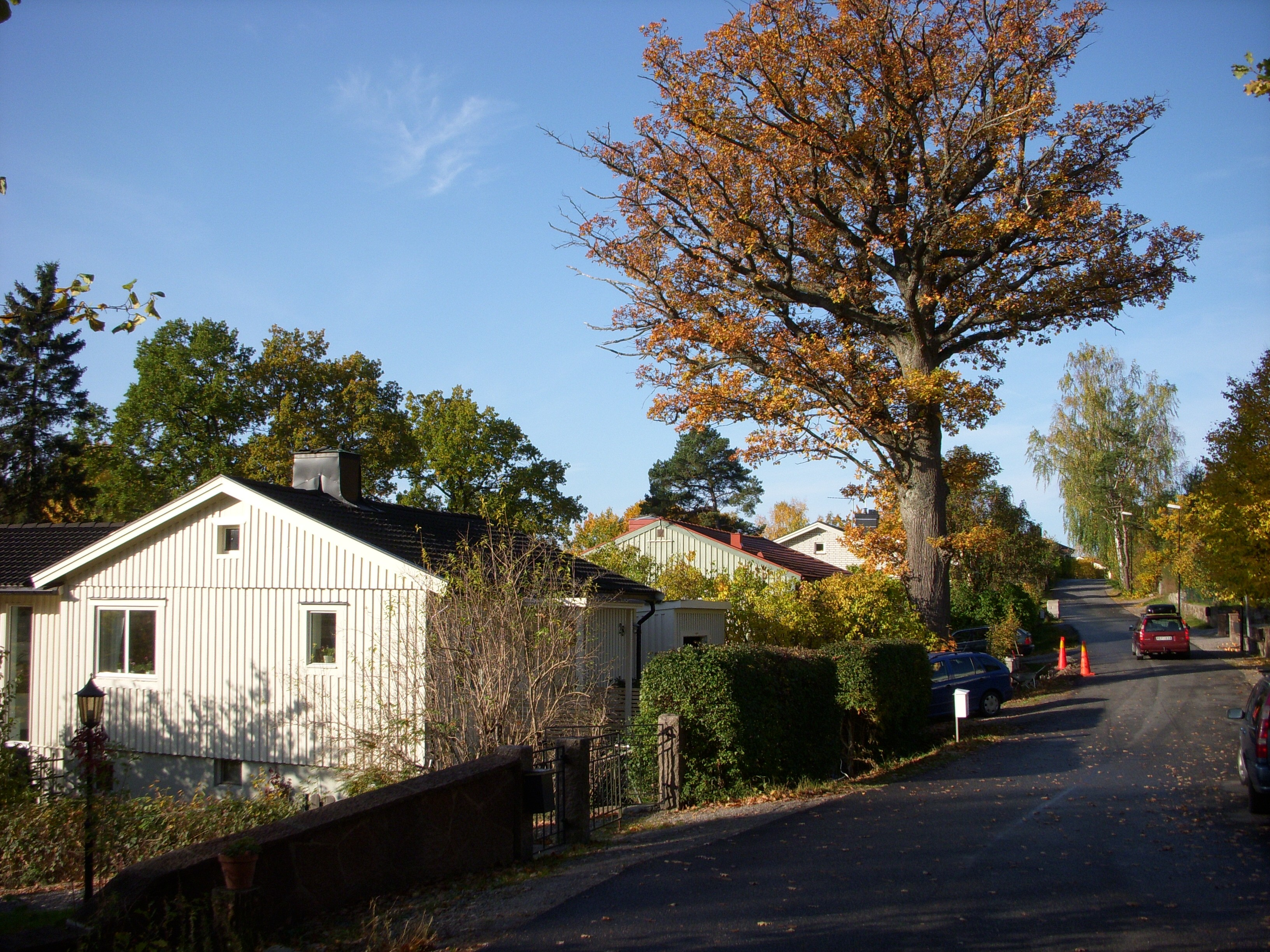
Villasamhället Lillängen.

Lillängen är ett område i kommundelen Sicklaön inom Nacka kommun, Stockholms län. Området är beläget söder om Värmdövägen, öster om Järla och väster om Storängen. I söder ligger Järlasjön. Området ingår i tätorten Stockholm.
Namnet Lillängen omnämns för första gången 1653 och benämnde en betes och slåtteräng vid Järla gård.
I Lillängen finns 161 villor samt en bostadsrättsförening vid Lillängsplan. Lillängen är ett välplanerat och enhetligt bebyggt småhusområde från 1930-talet. Området planlades 1937 och de första villorna stod inflyttningsklara hösten samma år. Tomterna är i allmänhet små och rätvinkligt utlagda längs gatorna. Villorna ligger ofta långt ut på tomterna, dvs. ganska nära vägen, trädgårdarna är anlagda och välplanerade.
Bebyggelsen utgörs med få undantag av en och tvåvåningsvillor i trä, oftast klädda med träpanel. Trots att en del av villorna förändrats genom byte av fasadmaterial har Lillängen bevarat sin ursprungliga karaktär. Till detta kommer att vägnät och tomtindelning är ursprungliga. Runtomkring Lillängen finns skogsområden och i söder ligger Järlasjön.

## Lillängsskogen
Norr om Lillängen ligger också naturområdet Lillängsskogen. Enligt Nacka kommuns egna naturvärdesinventeringar är skogen en spridningskorridor för eklevande arter.
Genom åren har funnits olika exploateringsinitiativ från Nacka kommun att bygga bostäder och centrumbebyggelse i. 2015 stoppades planerna att bygga 5 000 bostäderna i skogen och 2019 slopades man planerna på att bygga en förskola i östra delen av skogen.
Exploateringen är en del av Nacka kommuns planer på att förtäta Sicklaön genom att bygga 11 300 bostäder och 10 000 arbetsplatser till 2035.

## Järnvägsstationen

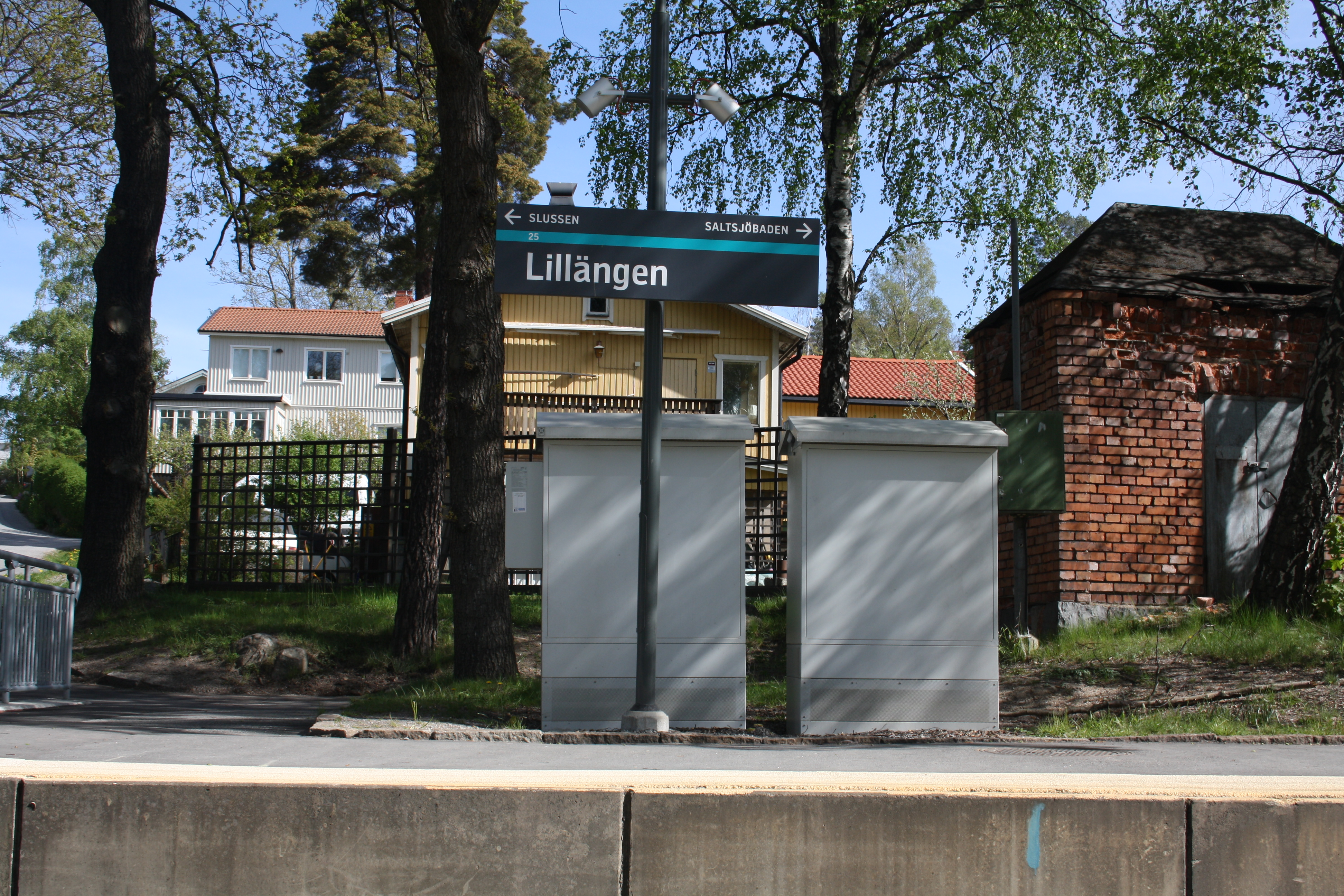
Stationen

Området fick den 6 september 1937 en egen station på Saltsjöbanan.